# Mano (gud)
Mano, även Aske eller Manna, var en gudom i samisk religion. Mano representerade månen och månen såsom personifierad i en gudom. Månen tillägnades stor vördnad i den samiska religionen, även om den inte tillhörde de främsta gudarna.